# القمة الإسلامية 1994
مؤتمر القمة الإسلامي السابع (15 - 13 ديسمبر ‌‌1994م)، عُقد في الدار البيضاء في المملكة المغربية، بعنوان ”المشاكل الاقتصادية في البلدان الإسلامية“.

## أبرز القرارات
- دعم البوسنة والهرسك وسيادتها.
- الدعوة لإيجاد تسوية سلمية لمسألة جامو وكشمير.
- التنديد بعدوان أرمينيا على أذربيجان.